# Oude liefde roest niet
Oude liefde roest niet is een single van de Nederlandse popgroep VOF de Kunst uit 1983. Het stond in hetzelfde jaar als achtste track op het album Maandagmorgen 6:30, waar het na Suzanne de tweede single van was.

## Achtergrond
Oude liefde roest niet is geschreven door Ferdi Lancee en Han van de Ven en geproduceerd door Ferdi Lancee, Pierre Geoffroy Chateau en Jos van den Dries. Het is een nederpoplied dat gaat over een relatie waarin de vrouw plotseling is verdwenen. De liedverteller spreekt vervolgens over oude liefde, die net zoals de vrouw plotseling verdwijnt en niet roest. Het lied is gebaseerd op het spreekwoord oude liefde roest niet. De B-kant van de single was het liedje 17 hoog, dat door Caroline Bogman en Nol Havens geschreven is. 

## Hitnoteringen
Het lied behaalde niet hetzelfde grote succes als voorganger Suzanne, maar was toch in Nederlandse en Belgische hitlijsten te vinden. In zowel de Nederlandse Top 40 als de Nationale Hitparade piekte het op de zestiende plaats. Het stond vijf weken in de Top 40 en zeven weken in de Nationale Hitparade. In de Vlaamse Ultratop 50 kwam het tot de 31e plek in de twee weken dat het in de lijst te vinden was.